# H-IIB
H-IIB (H2B) е японска течногоривна орбитална ракета за еднократна употреба, предназначена да изстрелва товарни кораби H-II до Международната космическа станция. Ракетата може да извежда товари до 8 тона в геостационарна трансферна орбита (ГТО) за разлика от предшественика си H-IIA, която може да носи 4 – 6 тона. Ракетата е достатъчно мощна да извежда 16,5 тонния Товарен кораб H-II в ниска околоземна орбита. Ракетата се разработва от Японската агенция за аерокосмически изследвания и от Mitsubishi Heavy Industries, като стойността на проекта е 27 милиарда йени. H-IIB се изстрелва от космическия център Танигашима.

## Описание
H-IIB е двустепенна ракета. Първата степен разполага с четири допълнителни бустери. Диаметърът на първата степен е 5,2 метра в сравнение с 4 метра за H-IIA. Дължината на първата степен е с 1 метър повече. В резултат първата степен побира 1,7 пъти повече гориво от тази на H-IIA.

## История на изстрелванията
| Полет № | Вариант | Дата                          | Космодрум                    | Товар  | Резултат | Бележки              |
| ------- | ------- | ----------------------------- | ---------------------------- | ------ | -------- | -------------------- |
| 1       | H-IIB   | 10 септември 2009 (17:01 UTC) | Космически център Танигашима | HTV-I  | Успех    | Първи полет на H-IIB |
| 2       | H-IIB   | 22 януари 2011 (05:38 UTC)    | Космически център Танигашима | HTV-II | Успех    |                      |